# Coca Colla
Coca Colla är en energidryck som produceras i Bolivia med kokaextrakt som bas, ett ämne som även används som bas i kokain. Den lanserades på den bolivianska marknaden i La Paz, Santa Cruz de la Sierra och Cochabamba i mitten av april 2010. Inte bara namn och ingredienser liknar Coca-Cola, utan även färger och logotyp är av liknande karaktär. "Colla"-delen av namnet kommer från Collasuyo, den södra delen av Inkariket som ingår i den västra delen av Bolivia. Termen Colla syftar numera på folken aymara och quechua, den ursprungsbefolkning i Bolivia som traditionellt använder kokablad.